# Cantar de Roncesvalles
El Cantar de Roncesvalles és un poema èpic escrit en castellà medieval amb trets de romanç navarroaragonès compost possiblement entre 1225 i 1250.
Només se'n conserva un fragment de cent versos dels 5.500 que s'estima que originalment tenia segons els estudis de Ramón Menéndez Pidal.

## Argument
Segons el mateix estudi de Menéndez Pidal, el Cantar de Roncesvalles tindria el següent argument: Carlemany conquista Hispània excepte Saragossa; ve acompanyat de Rotllà— fillastre de Ganelón, el traïdor que pacta amb Marsín, rei moro de Saragossa. De retorn a França, deixa a càrrec de la rereguarda del seu exèrcit a Rotllà, que és sorprès pels moros a Roncesvalls, on es lliura una batalla en la qual intervenen, a més dels herois, Reinaldos, Baldovinos i Beltran. La temeritat heroica de Rotllà i Reinaldos fa retrocedir als moros que, refets, tornen a l'atac. Turpín exhorta l'exèrcit francès i Rotllà talla el braç dret de Marsín, que fuig.
Els sarraïns organitzen una altra vegada les seves files i, llançant-se sobre els francesos, els van matant a poc a poc. En veure la magnitud del desastre, Rotllà fa sonar el seu corn demanant auxili a Carlemany. Quan els sarraïns senten la vinguda de l'emperador, fugen. Turpín beneeix als morts i Rotllà els rendeix els últims honors; no obstant això, se sent morir sense cops ni ferides i, en arribar Carlemany, persegueix Marsín. Tornant a Roncesvalles, Carlemany buscarà als seus afins entre els cadàvers; tornarà a França per enterrar allí als morts i doña Alda, esposa de Rotllà, morirà en l'enterrament de l'heroi.
El fragment espanyol que s'ha conservat conté la descripció dels cadàvers de la batalla de Roncesvalls, que són contemplats per Carlemany: el de l'arquebisbe Turpín, el de Rotllà; i el cap d'Oliveros, als quals dirigeix respectivament diversos planys. A continuació el duc de Aimón troba el cadàver de Rinalte, el seu fill (que en la tradició hispànica correspon a Reinaldos de Montalbán), expressa així mateix el seu dol per la mort del fill i el fa apartar de la resta de les víctimes.

## Èpica francesa
El Cantar de Roncesvalls no és hereu directe de la tradició poètica de la Chanson de Roland, ja que conté elements no presents en la cançó francesa, com la mort de Reinaldos, l'al·lusió al camí de Santiago, o els personatges Baldovinos i Beltrán.
Tampoc és hereu d'altres tradicions de l'èpica francesa, com el Pseudo-Turpí recollit en el Còdex Calixtí, ja que hi ha elements en el Roncesvalles no presents en el Pseudo-Turpí (Rotllà no mor a causa de ferides, Marsín no és mort per Rotllà, l'arquebisbe Turpí sucumbeix en la lluita). Menéndez Pidal arriba a la conclusió que, ja que procedeix d'una tradició diferent que la Cançó de Rotllà, «el Roncesvalls espanyol no va haver de tenir present el Turpín, sinó a tot estirar les mateixes llegendes que van inspirar el Turpín, o bé altres anàlogues».
És, doncs, un desenvolupament original de la matèria èpica en la literatura espanyola. Prenent com a punt de partida la història de Rotllà, a la península Ibèrica la llegenda va adquirir una personalitat pròpia, apartant-se de les tradicions galorromàniques. La llegenda que va inspirar el Cantar de Roncesvalles va poder venir a través de Provença el segle xii. La independència de la tradició del Cantar de Roncesvalles en la Península es va veure confirmada amb l'aparició de la Nota emilianense, una glossa de la tercera quart del segle xi. Aquesta nota és fins i tot anterior a qualsevol dels poemes francesos, i reflectiria una etapa més arcaica de la ficció literària.